# Alexandra van Sleeswijk-Holstein-Sonderburg-Glücksburg

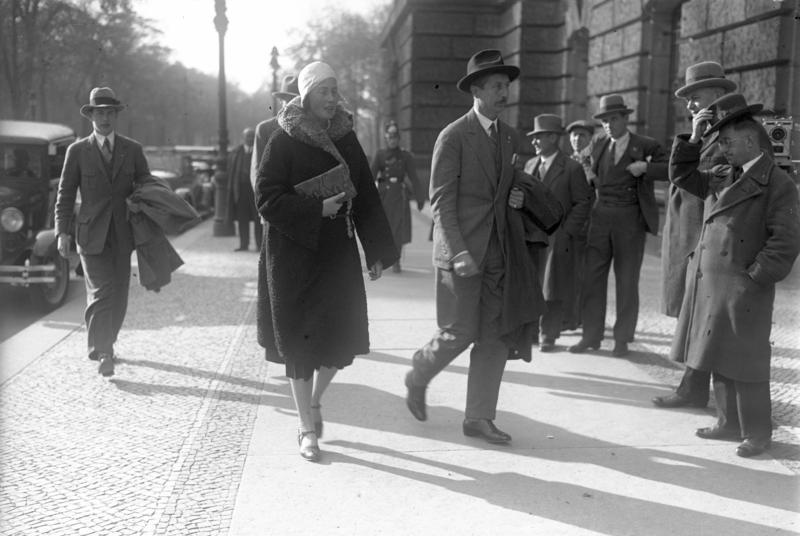
Prinses Alexandra met haar man

Alexandra Victoria Auguste Leopoldine Charlotte Amalie Wilhelmina van Sleeswijk-Holstein-Sonderburg-Glücksburg (Holstein, 21 april 1887 - Lyon, 15 april 1957) was een prinses uit het Huis Sleeswijk-Holstein-Sonderburg-Glücksburg.
Zij was de tweede dochter van Frederik Ferdinand van Sleeswijk-Holstein-Sonderburg-Glücksburg en diens vrouw Caroline Mathilde van Sleeswijk-Holstein-Sonderburg-Augustenburg.
Op 22 oktober 1908 trad ze in het huwelijk met prins August Wilhelm van Pruisen, de vierde zoon van de laatste Duitse keizer Wilhelm II en diens vrouw Augusta Victoria.
Het werd geen gelukkige verbintenis. Mede door de "uitgesproken homoseksuele neigingen" van haar man, kwam het in 1920 tot een scheiding.
Onderwijl had het paar wel een zoon gekregen:
- Alexander Ferdinand (1912-1985)

Alexandra hertrouwde op 7 januari 1922 met Arnold Rümann. Dit huwelijk, dat kinderloos bleef, eindigde in 1933 eveneens in een scheiding.